# Beloglinsky (huyện)
Huyện Beloglinsky (tiếng Nga: ? райо́н) là một huyện hành chính tự quản (raion), của Vùng Krasnodar, Nga. Huyện có diện tích 1471 km². Trung tâm của huyện đóng ở Belaya Glina.